# GMC CCKW
GMC CCKW byl americký vojenský třínápravový dvou a půltunový nákladní užitkový automobil s pohonem všech kol vyráběný v době druhé světové války ve Spojených státech amerických. Pro ty se stal logistickou páteří jejich ozbrojených sil během Druhé světové války a Korejské války. Po všech variantách Jeepu Willys se jednalo o nejpočetnější automobil používaný americkými ozbrojenými silami. V rámci Zákona o půjčce a pronájmu byl dodáván i do dalších spojeneckých států včetně Sovětského svazu. Automobil byl vyráběn ve dvou hlavních variantách rozvoru: delší CCKW-353 (LWB - long wheelbase, 417 cm) a kratší CCKW-352 (SWB - short wheelbase, 368 cm). Delší varianta byla výrazně rozšířenější a stala se základem mnoha dalších podvariant. Automobil byl neoficiálně nazývaný jako Deuce and Half nebo Jimmy nebo česky Džímsa. Tato vozidla byla používána několik desetiletí po skončení druhé světové války a to i v Československu.
Označení vozidla CCKW vychází ze systému označení firmy GMC: C - rok vzniku 1941, C - tradiční kabina, K - pohon všech kol, W - dvě zadní nápravy. Lze se setkat i s označením G-508.

## Varianty
Význam písmen v označení variant: A - rok vzniku 1939, C - tradiční kabina / F - trambusová kabina, K - pohon všech kol,W - dvě zadní nápravy, X - nestandardní provedení rámu/rozvoru.
- ACKWX-353 – vývojový předchůdce CCKW, třítunový automobil s pohonem 6×6, vítěz armádní soutěže na střední nákladní automobil (vyrobeno 13000 ks), odvozený z GMC AC/AF resp. předválečného Chevroletu ACK, 2000 ks bylo objednáno Francií ale v důsledku její porážky nebyly dodány[2]
- ACK-353 – jeden a půltunová verze s pohonem 4×4 verze, předchůdce automobilu G-506
- AFKWX-353 – verze s trambusovou kabinou a nestandardním rozvorem
- CCW-353 – verze bez pohonu předních kol (6×4) s nosností 5 tun, určená pouze pro zpevněné komunikace[pozn. 4]
- DUKW – obojživelná nákladní varianta, založená na verzi AFKWX

Kratší i delší verze vozidla mohly být vybaveny uzavřenou nebo otevřenou kabinou a také předním navijákem. Zejména v prvních letech byly automobily vyráběny s klasickou uzavřenou kabinou, později převažovala otevřená plátěná kabina (od r. 1943), většinou vybavená kruhovou lafetou pro kulomet M2HB (tou mohla být vybavena i verze s uzavřenou kabinou).
Na základě CCKW 353 vzniklo mnoho podvariant. Kromě nejrozšířenějšího klasického valníku to byly např.: cisterny, sklápěče, údržbářské a dílenské vozy, radiovozy, přepravníky bomb, pontonů, hasičské a vyproštovací vozy, gun trucky a různé další. Pro letecký transport byla vyrobena speciální varianta s děleným rámem, kdy rám vozidla byl rozdělen za kabinou.

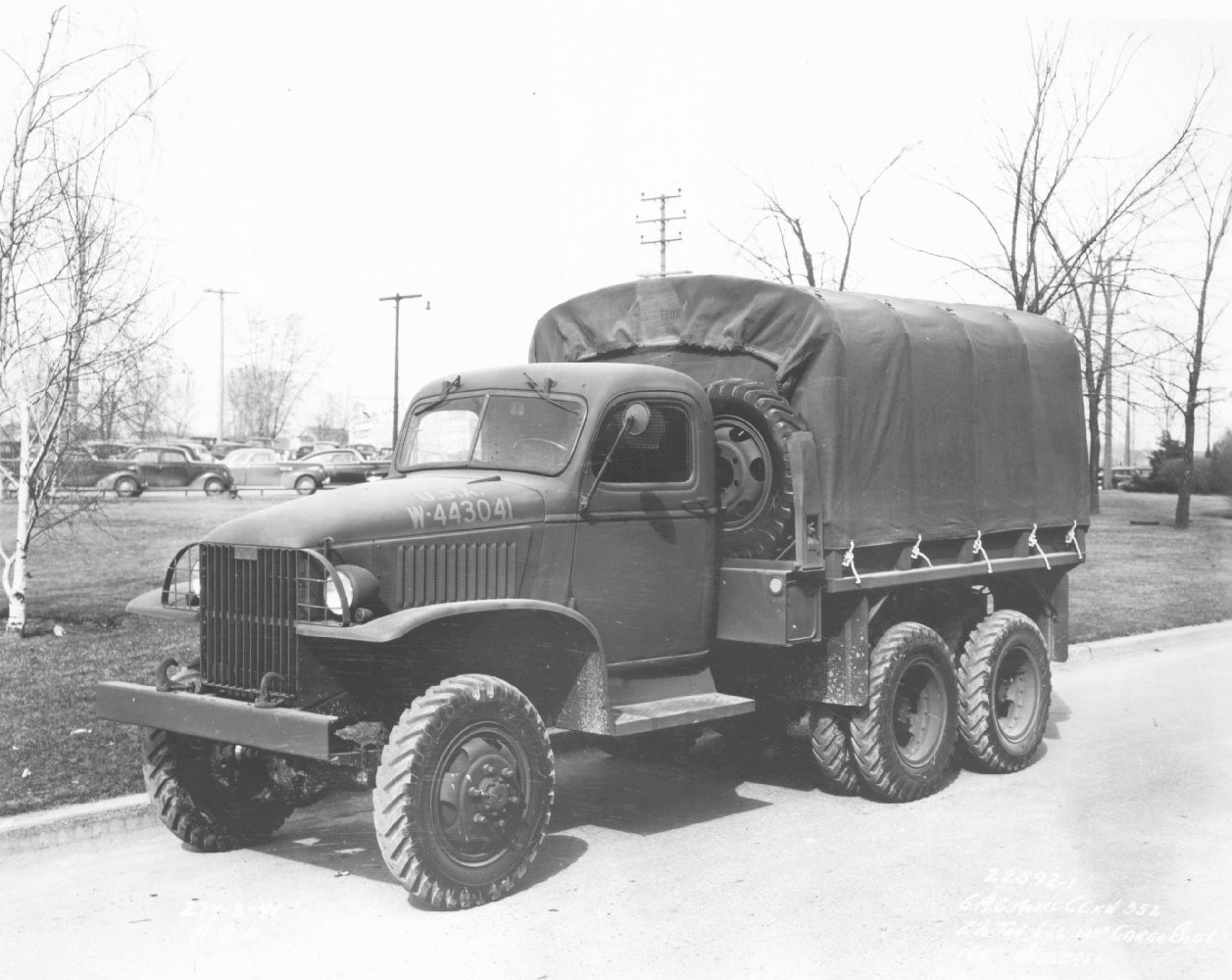
CCKW 352 s uzavřenou kabinou
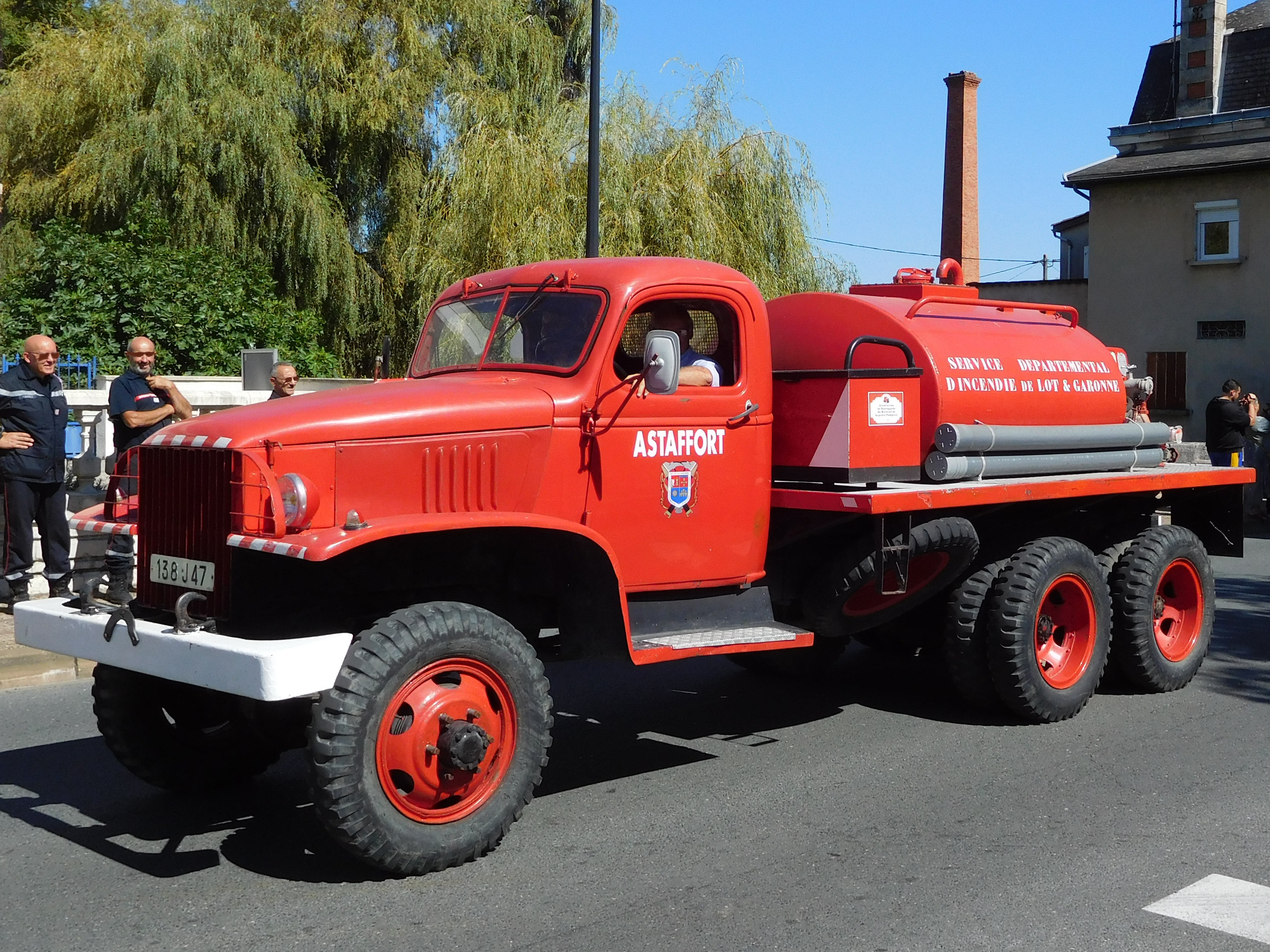
CCKW 353 jako hasičská cisterna
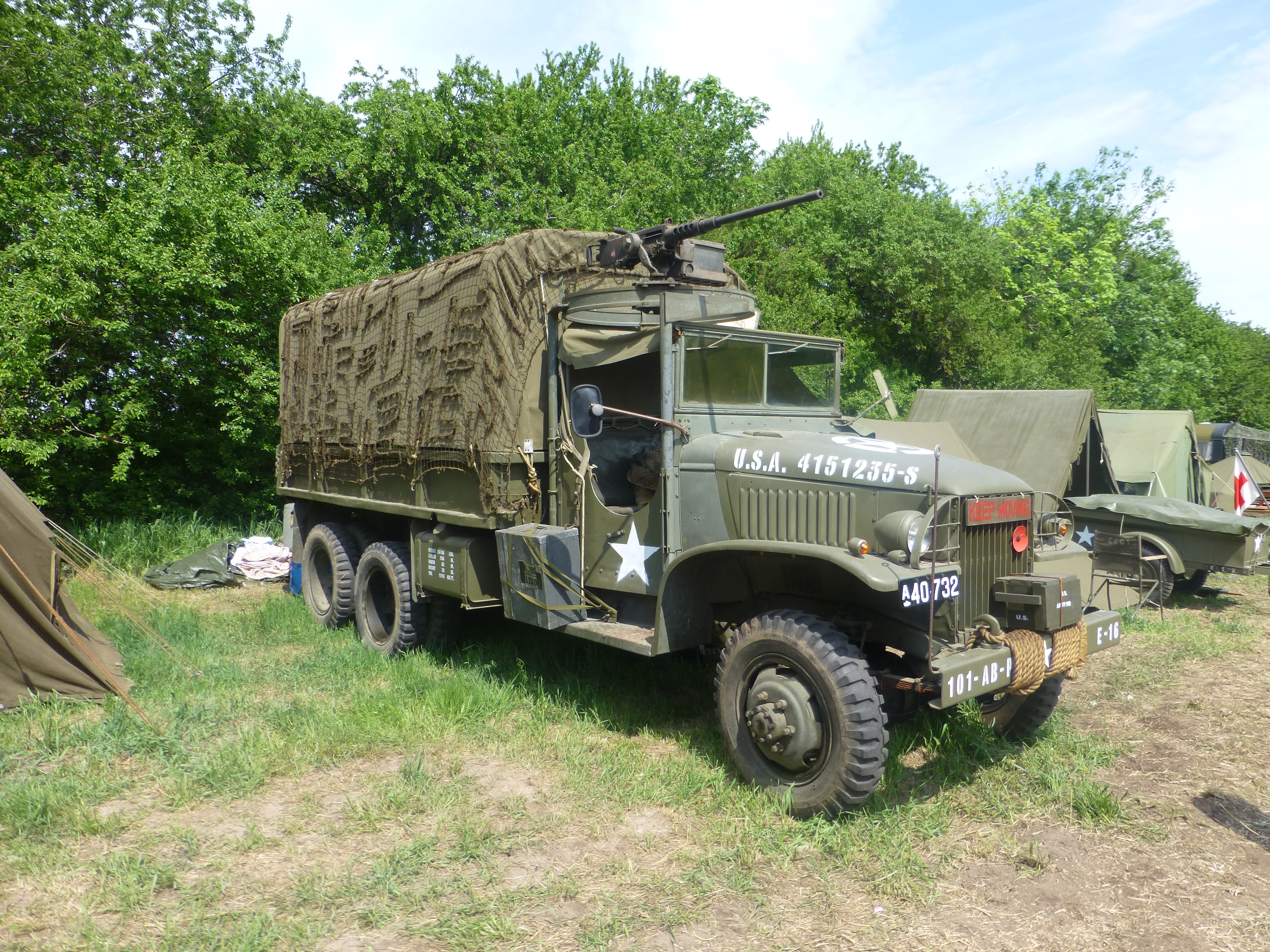
CCKW 353 s otevřenou kabinou
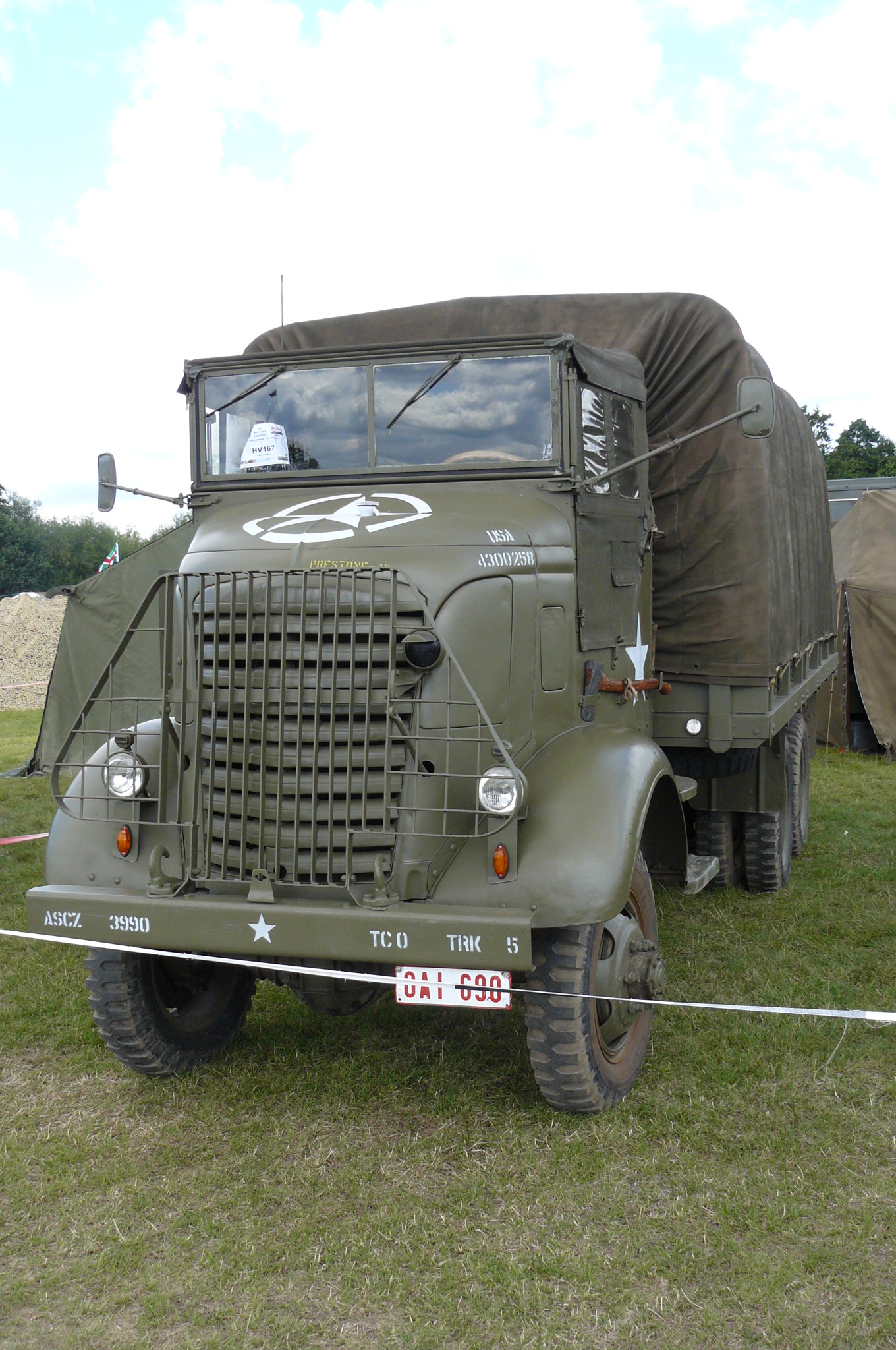
AFKWX-353
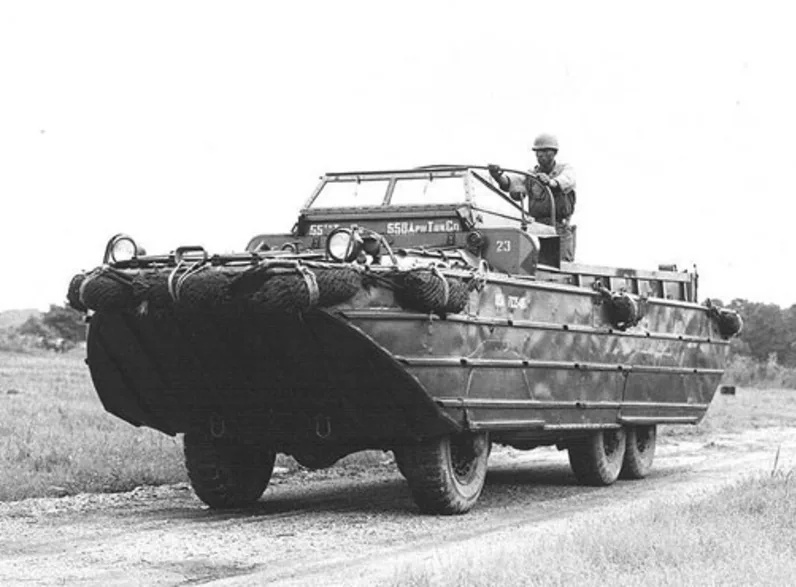
DUKW
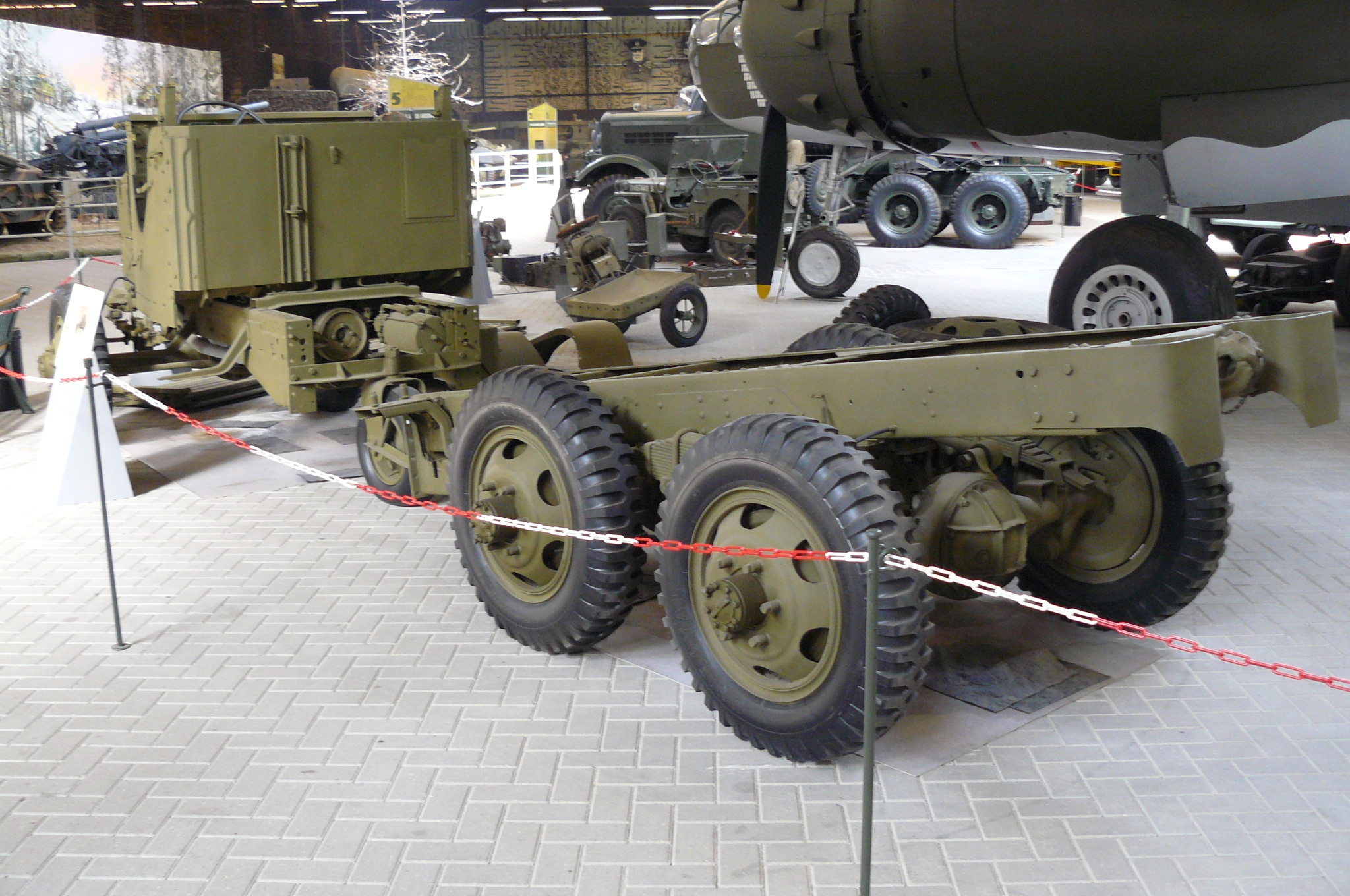
Varianta pro letecký transport